# Paweł Góralczyk
Paweł Góralczyk SAC (ur. 7 kwietnia 1943 w Ponikwi k. Wadowic) – rzymskokatolicki duchowny, pallotyn, profesor nauk teologicznych, specjalista w zakresie teologii moralnej.

## Życiorys
W latach 1962–1969 odbył studia filozoficzno-teologiczne w Wyższym Seminarium Duchownym Stowarzyszenia Apostolstwa Katolickiego w Ołtarzewie. Święcenia kapłańskie przyjął 8 czerwca 1969 w Ołtarzewie. Następnie studiował w latach 1969-1972 w Akademii Teologii Katolickiej w Warszawie, gdzie w 1972 uzyskał w 1977 na podstawie rozprawy pt. „Katolicka teologia moralna a katolicka nauka społeczna. Relacje metodologiczne” (promotor: ks. prof. Stanisław Olejnik). Stopień doktora habilitowanego uzyskał w 1989 na podstawie dorobku naukowego oraz rozprawy pt. „Możliwość uwzględnienia założeń systemowych etyki Dietricha von Hildebranda w teologii moralnej”. Tytuł naukowy profesora nauk teologicznych otrzymał w 1995.
Został kierownikiem Katedry Teologii Moralnej Fundamentalnej na Uniwersytecie Kard. Stefana Wyszyńskiego i wykładowcą WSD w Ołtarzewie (1983-1987 wicerektor). Był członkiem Komitetu Nauk Teologicznych PAN oraz Centralnej Komisji do Spraw Stopni i Tytułów (2007–2010, 2013–2016). Ks. Góralczyk podjął się roli promotora pracy doktorskiej "Apostolski wymiar Radia Maryja w świetle założeń ideowych i programowych", obronionej w Uniwersytecie Kardynała Stefana Wyszyńskiego w Warszawie dnia 8.10.2009 roku. Autor dysertacji, Tadeusz Rydzyk, zdaniem części opinii publicznej, w swojej pracy nie podejmuje naukowej, medioznawczej analizy, lecz jednostronnie, jednoznacznie pozytywnie prezentuje własną działalność.  Dnia 24 czerwca 2019 roku ks. Paweł Góralczyk otrzymał doktorat honorowy Papieskiego Wydziału Teologicznego we Wrocławiu.
Wybrane publikacje
- Możliwość uwzględnienia założeń systemowych etyki Dietricha von Hildebranda w teologii moralnej, Poznań 1989. ISBN 83-7014-117-X
- Powtórne związki małżeńskie w teologicznym i etycznym świetle, Ząbki 1995. ISBN 83-7031-054-0
- Wychowawcza etyka seksualna, Ząbki 2000. ISBN 83-7031-180-6
- Sens życia, sens śmierci. W pełni osobowe spotkanie z Chrystusem, Ząbki 2003. ISBN 83-7031-323-X